# Xã Nininger, Quận Dakota, Minnesota
Xã Nininger (tiếng Anh: Nininger Township) là một xã thuộc quận Dakota, tiểu bang Minnesota, Hoa Kỳ. Năm 2010, dân số của xã này là 950 người.